# Бреза (місто)
Бреза (хорв. Breza, босн. Breza, серб. Бреза) — місто у Боснії і Герцеговині, адміністративний центр однойменної громади. Адміністративно є частиною Зеніцько-Добойського кантону Федерації Боснії і Герцеговини.

## Демографія
| Національності     | 1971          | 1981          | 1991          | 2013          |
| ------------------ | ------------- | ------------- | ------------- | ------------- |
| Хорвати            | 1109 (32,23%) | 871 (22,56%)  | 653 (15,85%)  |               |
| Босняки/Мусульмани | 1087 (31,59%) | 1346 (34,86%) | 1671 (40,55%) |               |
| Серби              | 938 (27,26%)  | 811 (21.00%)  | 885 (21.48%)  |               |
| Югослави           | 194 (5,638%)  | 769 (19,92%)  | 746 (18.10%)  |               |
| Інші               | 56 (2,03%)    | 64 (1,65%)    | 166 (4,028%)  |               |
| Загалом            | 3441 (100.0%) | 3861 (100.0%) | 4121 (100.0%) | 3125 (100.0%) |

## Відомі люди
- Гаріс Сілайджич